# Tronchón (kommunhuvudort)
Tronchón är en kommunhuvudort i Spanien.   Den ligger i provinsen Provincia de Teruel och regionen Aragonien, i den östra delen av landet, 280 km öster om huvudstaden Madrid. Tronchón ligger 1 109 meter över havet och antalet invånare är 108.
Terrängen runt Tronchón är kuperad. Runt Tronchón är det mycket glesbefolkat, med 3 invånare per kvadratkilometer. Närmaste större samhälle är Cantavieja, 10,5 km söder om Tronchón. 